# Cavernularia elegans
Espèce
Synonymes
- Sarcobelemnon elegans Herklots, 1858
- Veretillum elegans (Herklots, 1858)

Cavernularia elegans est une espèce de vérétilles, animaux de l'ordre des Pennatulacea. On la trouve dans le Nord de l'océan Atlantique.